# 台湾榧螺
，是新腹足目榧螺科榧螺属的一种。主要分布于日本、印度尼西亚、新加坡、韩国、中国大陆（浙江、福建、广东、海南）和台湾，常栖息在低潮线附近，主要是在潮间带至47米深沙质的海底。其生存的海拔下限为-47米。

## 人类利用
在中国的夏代至西周时期，伶鼬榧螺等海贝曾被用作货币。作为贝币的一种，伶鼬榧螺螺壳的背部多磨有不规则穿孔。山东兖州大汶口文化墓葬、河南安阳殷墟商墓都有出土，而且在安阳殷墟西区M620所出土的伶鼬榧螺是与铜贝共存的。出土的伶鼬榧螺贝币一般长18mm-25mm，腹径8mm-13mm。